# El Cuatro, Jalisco
El Cuatro är en ort i Mexiko.   Den ligger i kommunen Cuquío och delstaten Jalisco, i den centrala delen av landet, 400 km väster om huvudstaden Mexico City. El Cuatro ligger 1 753 meter över havet och antalet invånare är 316.
Terrängen runt El Cuatro är huvudsakligen kuperad, men den allra närmaste omgivningen är platt. Terrängen runt El Cuatro sluttar söderut. Runt El Cuatro är det ganska tätbefolkat, med 86 invånare per kvadratkilometer. Närmaste större samhälle är Acatic, 14,6 km sydost om El Cuatro. I omgivningarna runt El Cuatro växer huvudsakligen savannskog.